# Federico Zani
Pour les articles homonymes, voir Zani.

a Compétitions nationales et continentales officielles uniquement.

b Matchs officiels uniquement.
Dernière mise à jour le 26 décembre 2020.
Federico Zani, né le 9 avril 1989 à Parme (Italie), est un joueur de rugby à XV international italien jouant au poste de pilier gauche ou, plus rarement, talonneur.

## Biographie
Au niveau international, Zani joue dans un premier temps pour l'équipe nationale émergente, avant d'être convoqué au sein de l'équipe senior par le sélectionneur Conor O'Shea pour la tournée estivale 2017, faisant ses débuts dans le match contre l'Écosse à Singapour le 10 juin. 
Joueur polyvalent, Zani peut jouer le rôle de pilier gauche ou de talonneur. Il a fait ses débuts internationaux au poste de talonneur lors d'un match de préparation de la Coupe du monde, contre l'Irlande le 10 août 2019 à Dublin. Il est sélectionné à ce poste pour la Coupe du monde 2019 . 
En mai 2023, il est sélectionné avec l'Italie dans un groupe de 46 joueurs pour préparer la Coupe du monde 2023. 